# Кох (Лодзинське воєводство)
Кох (пол. Koch) — село в Польщі, у гміні Русець Белхатовського повіту Лодзинського воєводства.
У 1975-1998 роках село належало до Серадзького воєводства.